# بيليتس-نيغريشت
 بيليتس-نيغريشت هي بلدية تقع في إقليم أرجيش في رومانيا.

## السكان
حسب إحصائيات 2002 بلغ عدد سكان القرية 1,974 نسمة.